# Abschnittsbefestigung Wettenburg

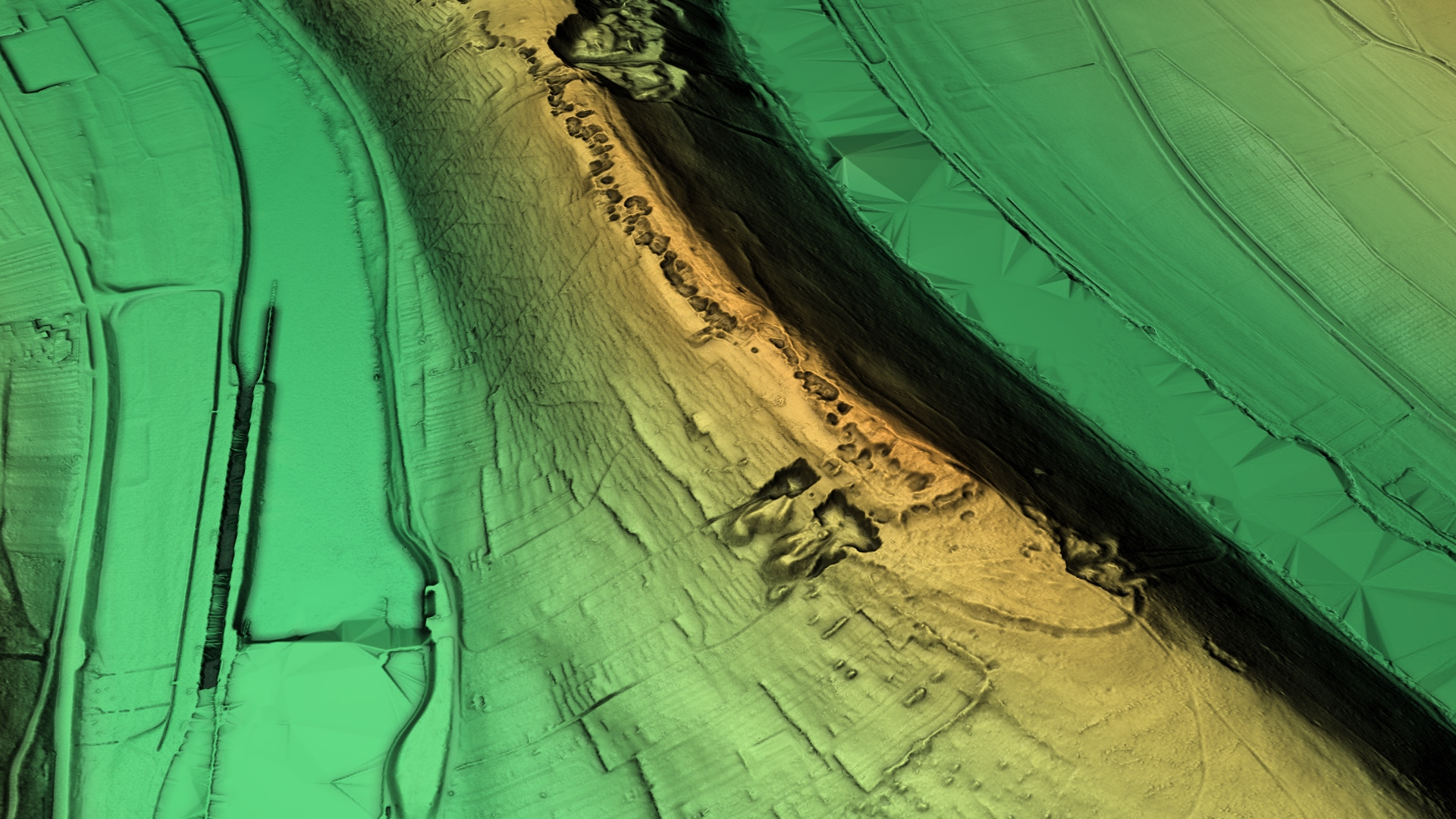
3D-Ansicht des digitalen Geländemodells

Die Abschnittsbefestigung Wettenburg ist eine abgegangene Abschnittsbefestigung auf dem Höhenrücken „Himmelreich“ etwa 2.400 Meter östlich von Schloss Kreuzwertheim in der Hauptortgemarkung des Marktes Kreuzwertheim im Landkreis Main-Spessart in Bayern.
Die Befestigung, die aus vier Abschnittswällen besteht, wurde in diversen Kulturstufen errichtet beziehungsweise verändert. Die Anlage wurde vermutlich seit der Jungsteinzeit, durch Funde belegt in der Zeit der Urnenfelderkultur, als Befestigung genutzt. Grabungen zwischen 1981 und 1988 bezeugen eine Nutzung auch in der Späthallstatt-/Frühlatènezeit, der Völkerwanderungszeit sowie im Spätmittelalter. Eine vermutete Nutzung während des Frühmittelalters, konnte nicht ausreichend durch Funde belegt werden.
Von der ehemaligen Burganlage sind noch Wall-Grabenreste erhalten.